# Święty Findbar
Święty Findbar z Corku, irl. Finnbarr (ur. ok. 550 w Ráith Raithlenn, zm. ok. 620 w Cloyne) – pustelnik, irlandzki duchowny, biskup Corku, święty Kościoła katolickiego.
Niewiele wiadomo o tym świętym – wszystkie jego biografie powstały długo po jego śmierci i zawierają wiele mitów i elementów tradycyjnych podań ludowych. Urodził się prawdopodobnie w okolicy Bandon w Irlandii. Zbudował pustelnię w miejscu, w którym dzisiaj znajduje się miasto Cork. Zmarł w hrabstwie Cork. Został pochowany w Gill Abbey, na miejscu którego stoi obecnie katedra pod jego wezwaniem.
Większość historyków zgadza się, że św. Findbar był postacią rzeczywistą, choć źródła nie zawierają wielu wiarygodnych informacji. Są również tacy, wśród nich irlandzki hagiograf Pádraig Ó Riain, którzy twierdzą, że Findbar to drugie imię św. Finiana z Moville.
Niezależnie od kontrowersji Findbar jest popularnym męskim imieniem w Corku, a imię świętego nosi wiele miejsc i instytucji, z których najbardziej znanym jest Katedra św. Findbara.
Jest patronem miasta i diecezji Cork.
Jego wspomnienie liturgiczne obchodzone jest 25 września.